# Sindrom neodgovarajućeg izlučivanja antidiuretskog hormona
'Sindrom neodgovarajućeg izlučivanja antidiuretskog hormona (skraćeno SIADH) ili Schwartz-Bartterov sindrom je bolest karakterizirana neprimjerenim lučenjem hormona stražnjeg režnja hipofize ADH (antidiuretski hormon). 
SIADH često nastaje kao posljedica bolesti središnjeg živčanog sustav (npr. meningitis, encefalitis), javlja se kod malignih bolesti (npr. karcinom pluća, karcinom gušterače, karcinom debelog crijeva), bolesti pluća, može biti uzrokovana lijekovima, te može ostati nepoznata uzorka, tzv. idiopatski SIADH.
SIADH se naziva i Schwartz-Bartterov sindrom po američkim znanstvenicima Frederic Bartteru koji je prvi opisao sindrom na dva pacijenta oboljela od karcinomom pluća, te William Schwartzu.

## Patofiziologija
Pojednostavljeno, lučenje ADH iz stražnjeg režnja hipofize regulirano je osmlarnošću krvne plazme, tako da povećanje osmolarnosti plazme uzrokuje povećano lučenje ADH koji u bubregu uzrokuje povećanje reapsorpcije vode, a kod smanjenje osmolarnosti smanji se lučenje ADH, te se manje vode reapsorbira u bubregu, sve u svrhu očuvanje osmolarnosti izvnastaniče tekućine u fiziološkim granicama. Kod SIADH-a kod smanjenja osmolarnosti plazme, ne dolazi do odgovarajućeg smanjenja lučenja ADH, te dolazi do prevelike reaposrpcije vode u bubregu.   